# Dobraków
Dobraków – rozległa wieś w północno-wschodniej części gminy Pilica w powiecie zawierciańskim w województwie śląskim. Posiada kolonie: Stara Wieś, Podrędzinie, Kalugi, Podoły.
Wieś królewska położona była w drugiej połowie XVI wieku w powiecie lelowskim województwa krakowskiego. Wchodziła w skład klucza wsi, stanowiącego uposażenie wojewodów krakowskich.
W latach 1954–1961 wieś należała i była siedzibą gromady Dobraków. W latach 1975–1998 miejscowość administracyjnie należała do województwa katowickiego.

## Pochodzenie i historia nazwy wsi
Nazwa typu patronimicznego od nazwy osobowej Dobrak (Dobrogost, Dobrosław). Być może któreś z tych imion nosił zasadźca tej wsi. Wieś była zapisywana jako: w 1257 r. jako Dobracow i Dobraczow, w 1394 r. Dobrakouo, w 1473 r. Dobrzakow, a w 1529 r. Dambrowa.

## Historia

### XIII w.
Pierwsze wzmianki pochodzą z 1257 r., kiedy to Bolesław Wstydliwy nadaje dziesięcinę z Dobrakowa Klasztorowi w Zawichoście.

### XIV w.
Pod koniec XIV w. Dobraków należał do rycerstwa zagrodowego, a ponieważ – jak pisze F. Kiryk – było ono wówczas silnie rozgrodzone, świadczyć to musi o długiej już historii tej wsi. Z 12 października 1394 r. pochodzi wzmianka o Dominiku mieszczaninie z Pilicy, który zeznawał przed sądem przeciwko niejakiemu Maciejowi z Dobrakowa (właściciel wsi). W 1397 r. notowano Piotrasza herbu Ostoja. Inne źródła podają, że na przełomie XIV i XV w. Dobraków był osadą należącą do bożogrobców z Miechowa. Zapewne chodzi o różne części tej samej wsi. Tylko bowiem w latach 1376–1400 wymienionych jest aż 17 właścicieli (m.in.: Ostaszko, drugi Ostaszko, Piotr, Andrzej, Marcisz, Maciej, Wielisław, Klich, Mikosz).

### XV wiek
Dokument z 1403 r. wymienia Dobraków w składzie królewszczyzny żarnowieckiej. Także J. Długosz pierwszy wspomina o tutejszej karczmie. W XV w. osada podlegała parafii św. Wojciecha w Starym Żarnowcu (dziś Łany Wielkie). Po przeniesieniu parafii do Żarnowca (Łany zostały kościołem filialnym) mieszkańcy Dobrakowa dziesięcinę winni byli tamtejszemu plebanowi (uposażenie poświadczone np. z 1598 r.). W 1448 r. notowano Jakuba herbu Gozdawa.
Z 1453 r. występuje potwierdzenie istnienia w Dobrakowie folwarku. W 1460 r. właścicielem był Piotr Zebrzydowski z Przechów, w 1469 r. Przedbór oraz bracia Zbigniew i Jan z Sietnicy herbu Jelita, a w 1524 r. Jakub Płaza z Mstyczowa.

### XVI w.
1531 r. był bardzo ważny dla Dobrakowa, najpierw powstał dokument, który wieś ustala na własność królewską w tenucie szlacheckiej, właściciele występują często w dokumentach jako dziedzice, później Andrzej Tęczyński, wojewoda krakowski przejmuje wieś od 3 osób, są to Jakub Staszkowski kanonik krakowski i sekretarz królewski, Jan dowódca artylerii królewskiej i Hieronim dworzanin królewski. Od 1567-1584 Dobraków był dobrem urzędu wojewody krakowskiego.

### XVIII w.
Od 1739 do 1743 r. wieś tę wraz z Przychodami, Wierbką i częścią Kleszczowej prepozyt pilicki ks. Adam hrabia Komorowski (późniejszy prymas) wydzierżawił za 2 tys. zł rocznie właścicielce Pilicy Marii z Wesslów Sobieskiej. W 1783-1784 właściciel to Ośmiałowski. Według wyliczeń F. Kiryka w latach 1790–1791 było tu od 72 do 76 gospodarstw, zamieszkałych przez 334 osoby, w tym 2 narodowości żydowskiej.

### XIX w.
W 1813 r. rozesłano list gończy za Walentym Szywaczem, mieszkańcem wsi oraz za kilkoma innymi mieszkańcami pobliskich wsi, którzy zdezerterowali z Wojska Polskiego. W 1827 r. liczyła 86 domów (obecnie jest ok. 120) i 471 mieszkańców. W XIX w. wieś ta leżała w powiecie olkuskim, w gminie i parafii Kidów. Był tu wówczas folwark o powierzchni 615 mórg. Wieś Dobraków mórg posiadała 1538. W II połowie XIX w. istniał w Dobrakowie cmentarz choleryczny (obecnie znajduje się na obrzeżach wsi).
Znamy z nazwiska tylko jednego włościanina tutejszego, który w 1863 r. przyłączył się do powstania styczniowego. Był nim 23-letni Rudolf Wulf.

### XX w. i lata współczesne
W trakcie II wojny światowej, podczas pacyfikacji wsi zginęli: Stanisław Grabowski, Stefan Grabowski, Piotr Szywacz (wszyscy z BCh), oraz Wincenty Koper, Bolesław Płoszaj i Franciszek Witkowicz (wszyscy z AL). W 1948 powstała w tej miejscowości szkoła powszechna. Szkołę zamknięto w 1999, dzieci dowożone są do przedszkola i szkoły w Wierbce.
Zarząd świetlicy w Dobrakowie wystawił tu 6 marca 1949 r. sztukę „Łobzowianie” Ludwika Władysława Anczyca, wkrótce potem sztukę tę zatrzymał cenzor ze Starostwa Powiatowego Olkuskiego (dokładnie Referat Społeczno – Polityczny Powiatowego Pełnomocnika Wojewódzkiego Urzędu Kontroli Prasy, Publikacji i Widowisk w Krakowie). Powód zatrzymania sztuki – nieznany.
W 1951 r. rzemieślnicy z Dobrakowa trafili do Cechu Rzemiosł Różnych w Wolbromiu, który powstał po podziale olkuskiego CRR-u. Działał wówczas w Dobrakowie jeden warsztat.
Obecnie działa tu Koło Gospodyń Wiejskich. Sołectwo Dobraków ma 717 ha i 470 mieszkańców, remizę OSP i wodociąg.
W centralnej części wsi znajduje się zespół kościoła parafialnego pw. Matki Boskiej Częstochowskiej  powstały w 1982 r. Nowy kościół ma bardzo oryginalny kształt, a dodatkowo ozdabiają go rzeźby artysty ludowego Antoniego Toborowicza z Woli Libertowskiej (gmina Żarnowiec). Kościół jest murowany, otynkowany, przyziemie z kamienia polnego. Na planie krzyża, przy nawie zakrystia. 29 maja 2011 r. odbyła się uroczystość otwarcia i poświęcenia domu kultury.

## Zabytki
W Dobrakowie znajdują się między innymi:
- Figura Matki Boskiej Różańcowej, usytuowana przed wejściem na plac kościelny, kamienna, zbudowana około 1920 r. na kolistej podstawie.
- Kapliczka na placu kościelnym, drewniana z 1982 r. Wykonana przez A. Toborowicza. W pniu drzewa rzeźba Chrystusa Frasobliwego.
- Pomnik żołnierzy września 1939 r., lastrykowy, wykonany w 1990 r.
- Zespół dawnego kościoła na rogatkach wiejskich. Kaplica zbudowana w XVIII w., powiększona ok. 1950 r., drewniana, konstrukcji zrębowej. Wewnątrz ołtarz z obrazem Matki Boskiej Częstochowskiej.
- Drewniana dzwonnica, zbudowana w poł. XIX w., konstrukcji słupowej.
- Wysoki krzyż przed wejściem na plac kościelny z ok. 1920 r. Na krzyżu płaskorzeźbiona Grupa Ukrzyżowania.

W Dobrakowie znajdują się poza tym inne obiekty sakralne:
- Słupowa, drewniana kapliczka, z przeł. XIX i XX w., w dolnej części płaskorzeźbione postacie świętych. Słup zwieńczony wnęką. We wnęce obrazek Serca Pana Jezusa.
- Drewniana kapliczka z ok. 1920 r. na planie kwadratu z dwuspadowym dachem, krytym dachówką. Wewnątrz piaskowca figura Świętego Jana Nepomucena z końca XIX w.
- Kamienna Figura Matki Boskiej Niepokalanie Poczętej wykonana ok. 1900. Umieszczona na czworobocznym postumencie, murowanym otynkowanym z polichromowanymi płaskorzeźbami przedstawiającymi postaci świętych.
- Figura z ok. 1900 r., kamienna.
- Dwie figury kamienne z ok. 1900 usytuowane przy sąsiadujących ze sobą domach. Wykonane przez W. Gacza z Pilicy. Jedna z nich przedstawia Jezusa, a druga Matkę Boską Bolesną.
- Figura Matki Boskiej Różańcowej, postawiona przy wjeździe do kolonii Kalugi w 1919 r., z fundacji Józefa i Franciszki Gomulak.
- Krzyż przydrożny postawiony w 1926 r. z fundacji Franciszka Czecha, metalowy, kuty. Na krzyżu ceramiczna figurka Chrystusa.

## Parafia
Od drugiej połowy lat 50. XX w. w Dobrakowie istnieje parafia rzymskokatolicka pw. Matki Boskiej Częstochowskiej. Początkowo nabożeństwa odprawiano w starym drewnianym kościółku wybudowanym w XIX w., a w drugiej połowie lat 70 XX w. powstał w Dobrakowie większy kościół w którym do dziś odprawia się nabożeństwa. Do parafii należą wsie: Dobraków, Podleśna, Otola w której jest ok. 900 wiernych.

## Przyroda
Na łąkach kolonii Kalugi znajdują się żeremie bobra europejskiego.